# Tim Seely
Timothy „Tim“ Ward Seely (* 10. Juni 1935; † 18. Mai 2024) war ein britischer Film- und Theaterschauspieler.

## Leben
Seely wurde 1935 als Sohn von Major Frank James Wriothesley Seely (1901–1956) und Vera Lilian Birkin (1903–1970) geboren. Laut dem Historiker Andrew Lownie gibt es „überzeugende“ Beweise dafür, dass Seely ein illegitimes Kind von Eduard VIII. war.
Seely studierte an der traditionsreichen Londoner Schauspielschule Royal Academy of Dramatic Art. Sein Theaterdebüt gab er 1957 im Stück Einzelgänger (Tea and Sympathy) im Londoner Comedy Theatre. Seely übernahm dort die Hauptrolle des jungen Tom Lee, der sich auf dem Internat in die ältere verheiratete Laura (gespielt von Elizabeth Sellars) verliebt. In der gleichen Rolle trat er später im Liverpooler New Shakespeare Theatre auf. An der gleichen Bühne spielte er in einer Inszenierung des Arthur-Miller-Stücks A View From the Bridge den Rodolfo. An der Seite von Maggie Smith trat er 1958 am Londoner St Martin’s Theatre in einer Inszenierung des Stücks The Stepmother auf.
Seely war Mitglied der BBC Radio Drama Company, für die er die Titelrolle in Perikles, Prinz von Tyrus spielte. Seely übernahm weitere Rollen in Shakespeare-Werken wie die des Baptista in Der Widerspenstigen Zähmung (The Taming of the Shrew), des Capulet in Romeo und Julia (Romeo and Juliet), des Polonius in Hamlet, des Leonato in Viel Lärm um nichts (Much Ado About Nothing) und des Königs von Frankreich in Ende gut, alles gut (All's Well That End's Well).
Ab Ende der 1950er Jahre trat Seely auch in Film und Fernsehen auf. Einem internationalen Publikum wurde er 1962 durch seine Rolle als Seekadett Ned Young im Filmklassiker Meuterei auf der Bounty an der Seite von Marlon Brando und Trevor Howard bekannt. Danach trat Seely nur noch sporadisch in Filmen auf.
Seely war zweimal verheiratet; in erster Ehe ab 1960 mit Anna Henrietta Maria St Paul Butler und ab 2001 mit Ann Camilla Cartwright. Aus der ersten Ehe ging ein Sohn (* 1961) hervor.
Er starb am 18. Mai 2024 im Alter von 88 Jahren.

## Filmografie (Auswahl)
- 1958: Sally's Irish Rogue
- 1958–1960: Armchair Theatre (Fernsehserie, drei Folgen)
- 1959: The Offshore Island (Fernsehfilm)
- 1960: Die liebestolle Familie (Please Turn Over)
- 1960: The Mystery of Edwin Drood (Fernsehserie, fünf Folgen)
- 1962: Meuterei auf der Bounty (Mutiny on the Bounty)
- 1979: Das Geheimnis der Agatha Christie (Agatha)
- 1979–1981: Play for Today (Fernsehserie, drei Folgen)
- 1985: Gänsemarsch (Laughterhouse)
- 1985: Eine demanzipierte Frau (Plenty)
- 1990: Liebesroulette (Strike It Rich)
- 1991: King Ralph
- 1993: Lippenstift am Kragen (Lipstick on Your Collar, Fernsehserie, zwei Folgen)
- 2004: Vanity Fair – Jahrmarkt der Eitelkeit (Vanity Fair)
- 2006: Tess: A Tale of Love and Darkness (Kurzfilm)